# 酒井氏
酒井氏，日語訓讀音日语： Sakai shi，是日本的一個氏族。

## 起源
- 出自日本戦国時代三河国的酒井氏土豪

## 歷史名人
- 酒井忠次（戦国武将）
- 酒井忠世（江戶幕府大老）
- 酒井忠勝（江戶幕府大老、老中）
- 酒井忠清（江戶幕府大老、老中）

## 現代名人
- 酒井敏也（演员）
- 酒井勉（棒球選手）
- 酒井法子（演员）
- 酒井若菜（演员）